# Бертельс, Франциска
Франциска Бертельс (нем. Franziska Bertels, род. 24 октября 1986, Арнштадт, Эрфурт) — немецкая бобслеистка-разгоняющая, выступающая за сборную Германии с 2008 года, чемпионка мира 2016 в смешанных командах, призёр чемпионатов мира.

## Спортивная карьера
| Соревнование/Сезон           | Дисциплина        | 2008/09 | 2010/11 | 2011/12 | 2012/13 | 2014/15 | 2015/16 |
| ---------------------------- | ----------------- | ------- | ------- | ------- | ------- | ------- | ------- |
| Чемпионат мира               | Двойки            |         |         |         | 3       |         |         |
| Чемпионат мира               | Смешанные команды |         |         |         |         | 2       | 1       |
| Чемпионат мира среди юниоров | Двойки            | 4       | 3       | 2       |         |         |         |

Неоднократная победительница и призёр этапов Кубка мира в экипажах-двойках.